# Boris Rohdendorf
Boris Borissovitch Rohdendorf est un entomologiste russe, né en 1904 et mort en 1977.
Il a été le conservateur du musée de zoologie de l’université de Moscou et a dirigé également le laboratoire des arthropodes de l’institut de paléontologie de l’Académie des sciences de l’URSS à Moscou. Il a été l’élève d'Andreï Martynov (1879-1938) et a été un exceptionnel et prolifique taxonomiste, décrivant de nombreux taxons dont des diptères fossiles. Il a été l’auteur d’importantes synthèses sur les insectes fossiles. Son travail est poursuivi et révisé par les paléoentomologistes russes actuels.

## Liste partielle des publications
- Rohdendorf, B.B. 1937. Faune de l'URSS, Insectes Diptères, Vol. 19, nº 1: Fam. Sarcophagidae (Part 1), Moscou & Leningrad, 501pp. (en russe et avec résumés en allemand)
- Rohdendorf, B.B. 1962. Order Diptera. In B.B. Rohdendorf (editor), Fundamentals of Paleontology, vol. 9, Arthropoda-Tracheata and Chelicerata: 444–502. [1991 traduction du russe en anglais par la Smithsonian Institution Libraries and National Science Foundation]
- Rohdendorf, B.B. 1964. Titre en anglais : [Historical development of dipterous insects]. Trudy Paleontol. Inst. 100, 311 pp. (en russe)
- Rohdendorf, B.B. 1974. The historical development of Diptera. University of Alberta Press, Edmonton. 360 pp. (traduction anglaise)
- Rohdendorf, B.B. 1967. titre en anglais : [Directions in the historical development of sarcophagids (Diptera, Sarcophagidae)] Moscou, 92pp. (en russe)
- Rohdendorf, B.B. and Rasnitsyn, A.P. (Editors) 1980. titre en anglais : [A historical development of the class of insects] Moscou, 269pp. (en russe).